# قلعه الوسوندا

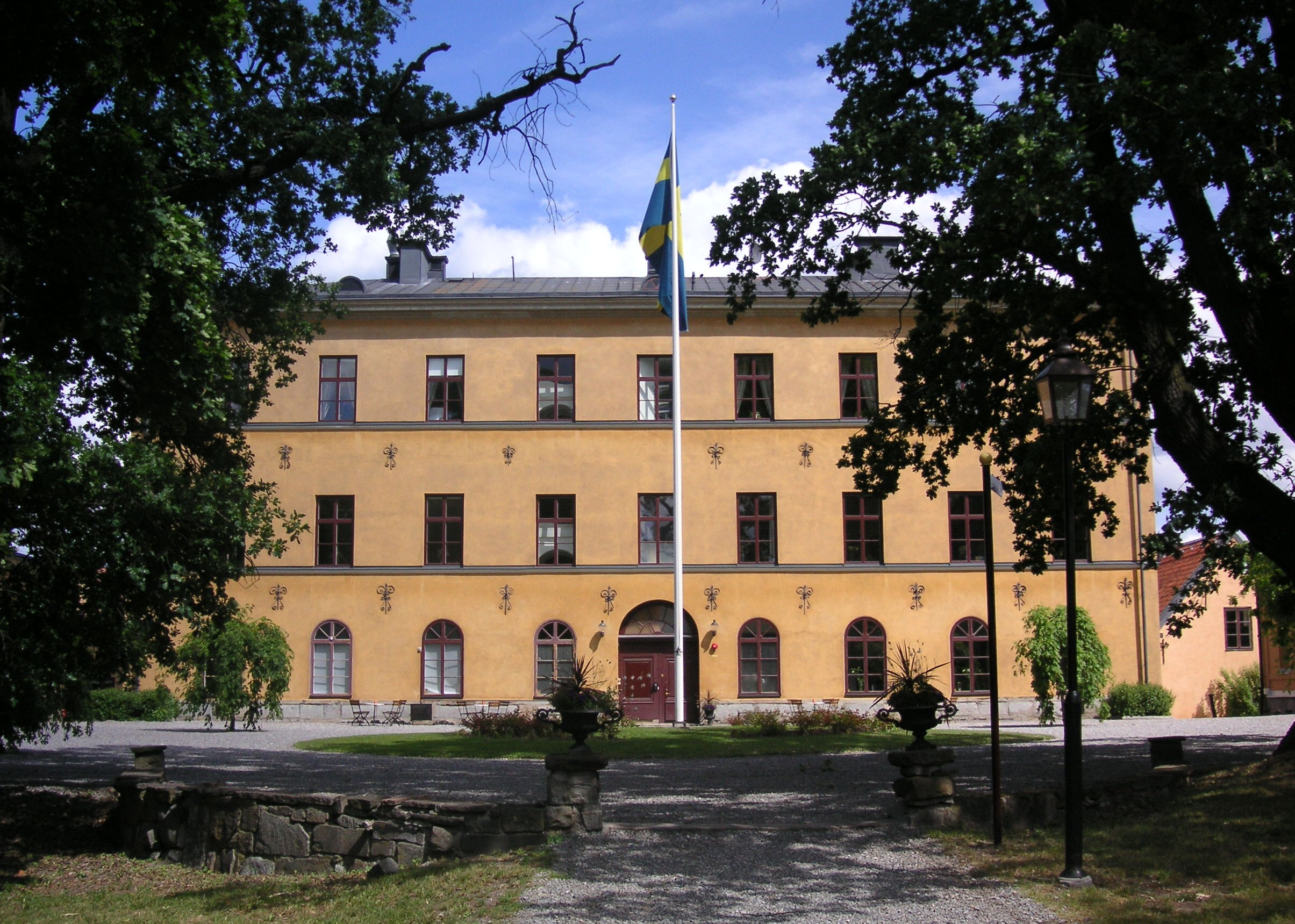
نمای مقابل قلعه

قلعه الوسوندا (به سوئدی: Åkeshovs slott) قلعه‌ای در استکهلم سوئد است که از سال ۱۶۴۴ تا ۱۶۴۷ ساخته شد.طاهر فعلی ساختمان متعلق به ۱۸۳۰ بوده و در حال حاضر یک هتل و مرکز کنفرانس است.

## نگارخانه

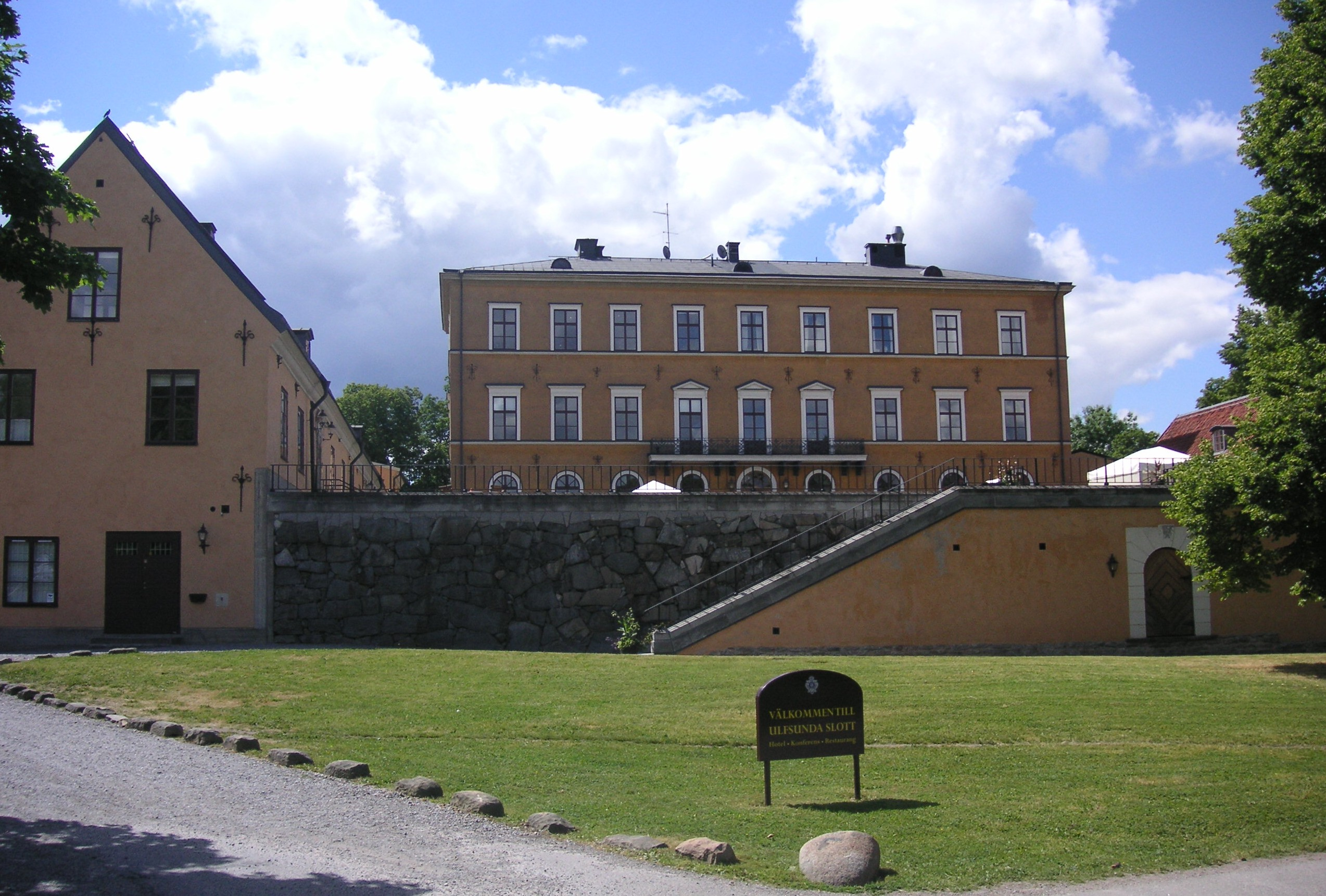
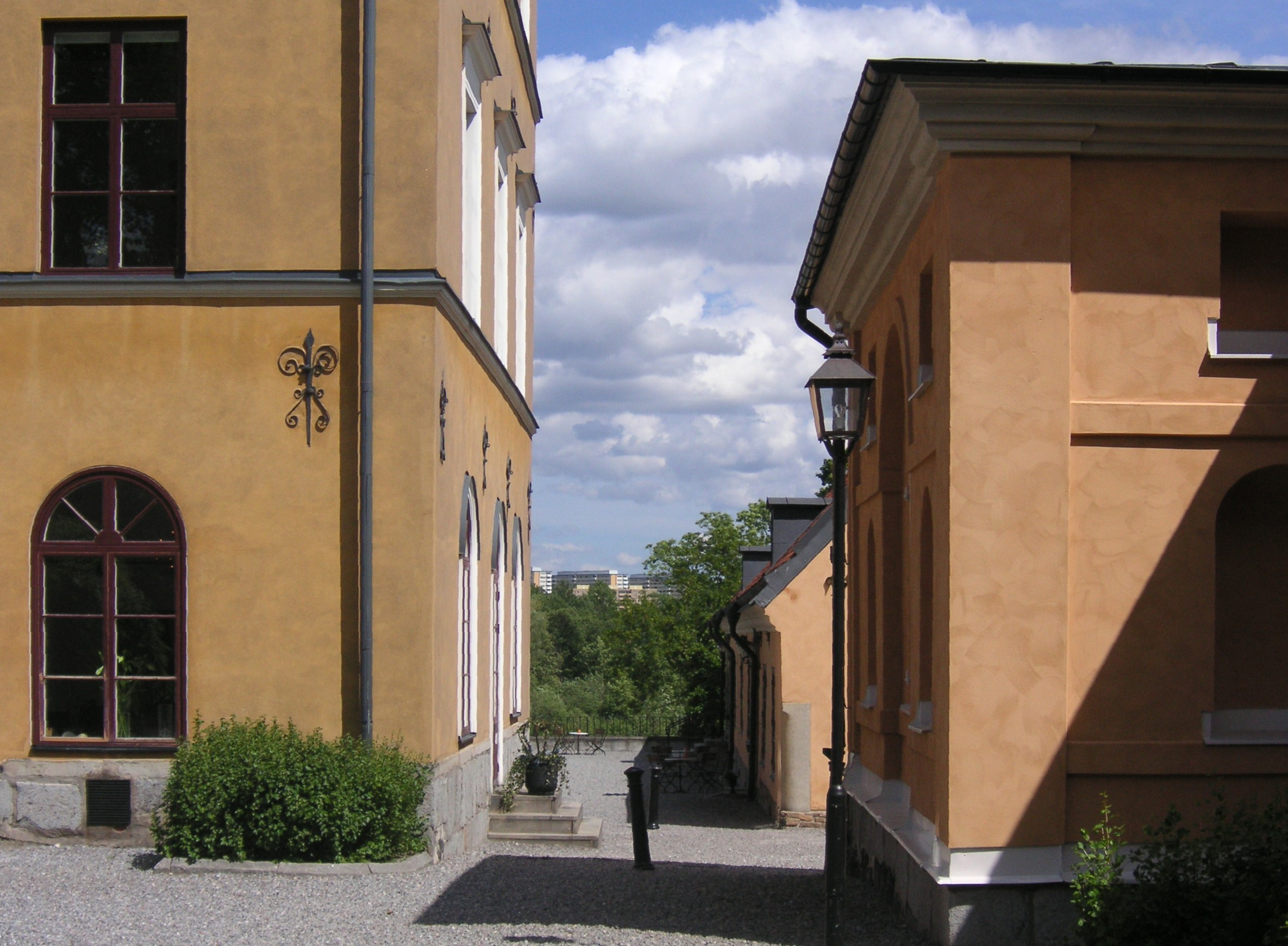
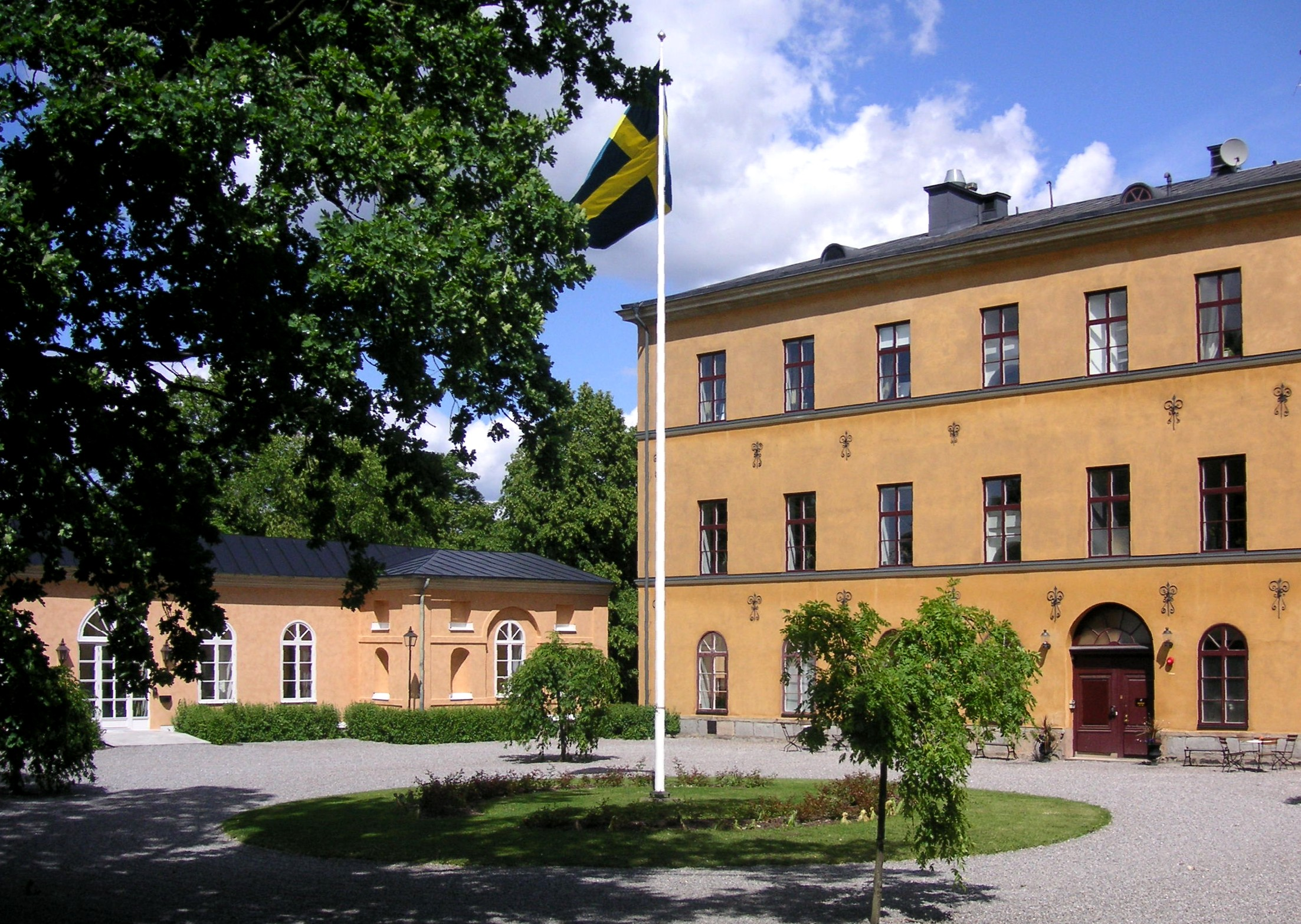
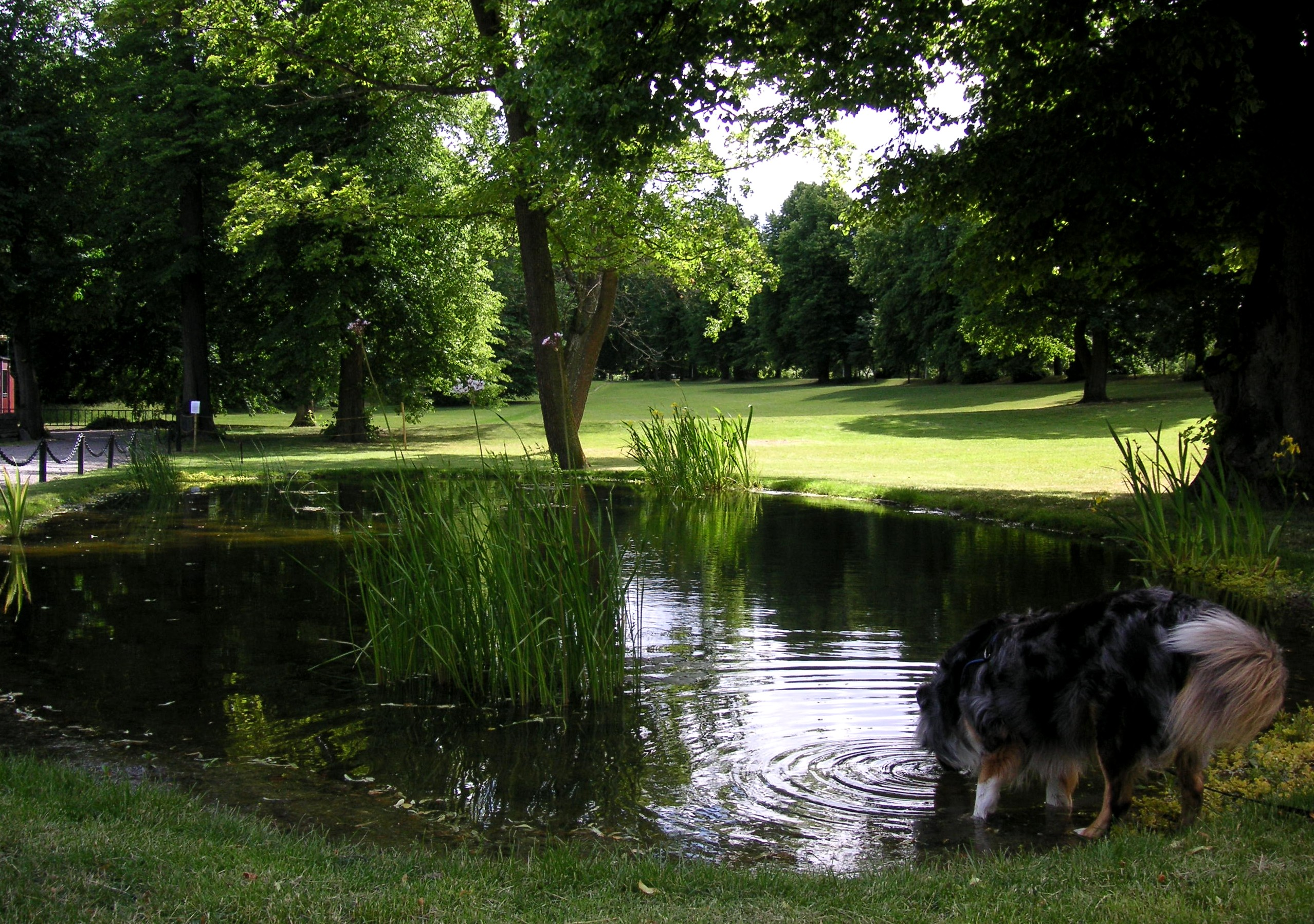